# The Twang (britische Band)
The Twang ist eine britische Indie-Rockband aus Birmingham.

## Geschichte
Die Band entstand Anfang der 2000er Jahre, als sich Phil Etheridge und Jon Watkin zusammentaten und gemeinsam Musik machten. Bis 2004 wurde daraus die fünfköpfige Gruppe The Twang. Es folgten Touren und Auftritte und 2006 traten sie bei einer Show in der Bar Academy von Birmingham auf. Noch vor ihrer ersten Veröffentlichung erhielten sie vielversprechende Kritiken und wurden bei Sound of 2007 von der BBC hinter Mika auf Platz 2 der kommenden Musiktalente gesetzt.
Es folgte 2007 tatsächlich das erfolgreiche Debütalbum Love It When I Feel Like This, das es auf Platz 3 der Albumcharts brachte und mit Gold ausgezeichnet wurde. Es brachte außerdem den Top-10-Hit Either Way hervor. The Twang erhielten daraufhin bei den NME Awards 2007 den Philip Hall Radar Award.
Zwei Jahre später erschien das Album Jewellery Quarter, das allerdings deutlich hinter den ersten Erfolgen zurückblieb.

## Bandmitglieder
- Phil Etheridge – Gesang
- Jon Watkin – Bass
- Martin Saunders – Gesang
- Stu Hartland – Gitarre
- Matty Clinton – Schlagzeug

## Diskografie

### Alben
- 2007: Love It When I Feel Like This
- 2009: Jewellery Quarter
- 2012: 10:20
- 2014: Neontwang
- 2019: If Confronted Just Go Mad

### Singles
- 2007: Wide Awake
- 2007: Either Way
- 2007: Two Lovers
- 2007: Push the Ghosts
- 2009: Barney Rubble